# Tyler Metcalfe
Tyler Metcalfe (* 12. Juni 1984 in Winnipeg, Manitoba) ist ein ehemaliger kanadischer Eishockeyspieler mit ungarischer Staatsbürgerschaft, der mit dem Miskolci Jegesmedvék JSE das Triple aus MOL Liga, ungarischer Meisterschaft und ungarischem Pokal gewann.

## Karriere
Tyler Metcalfe wurde 1999 in der ersten Runde des WHL Bantam Drafts an insgesamt zwölfter Stelle von den Seattle Thunderbirds gezogen, für die er die nächsten sechs Jahre in der Western Hockey League spielte. In dieser Zeit wurde er 2002 mit der Daryl K. (Doc) Seaman Trophy für die Summe aus sportlichen Leistungen und schulischem Erfolg ausgezeichnet. Nach Ende seiner Schulzeit wechselte er an die University of Alberta und spielte fünf Jahre für das dortige Universitätsteam, die Alberta Golden Bears, mit dem er 2006 und 2009 die kanadische Universitätsmeisterschaft gewann. Zudem wurde er 2010 mit dem Dr. Randy Gregg Award als herausragender Studentensportler ausgezeichnet. Anschließend wechselte er nach Europa, wo er zunächst ein Jahr für den ungarischen Klub Dunaújvárosi Acélbikák in der MOL Liga spielte und mit dem Klub den ungarischen Pokal gewann. Nach einem Jahr beim HK Arystan Temirtau in Kasachstan, kehrte er nach Ungarn zurück und spielte die Saison 2012/13 für Alba Volán Székesfehérvár in der Österreichischen Eishockeyliga. 2013 wechselte er zum Miskolci Jegesmedvék JSE, dessen Mannschaftskapitän er auch wurde. Bereits in seiner ersten Saison in Miskolc wurde er in das All-Star-Team der MOL Liga gewählt. Mit den Eisbären konnte er 2015 das Triple aus MOL Liga, ungarischer Meisterschaft und Pokalsieg feiern. Anschließend beendete er seine Karriere.

### International
2014 erhielt Metcalfe die ungarische Staatsbürgerschaft und debütierte im selben Jahr in der ungarischen Nationalmannschaft. 2015 spielte er mit den Magyaren erstmals bei der Weltmeisterschaft und stieg durch einen zweiten Platz in der A-Gruppe der Division I in die Top-Division auf.

## Erfolge und Auszeichnungen
- 2002 Daryl K. (Doc) Seaman Trophy für die Vereinigung von sportlichen Leistungen mit schulischem Erfolg
- 2006 Kanadischer Universitätsmeister mit den Alberta Golden Bears
- 2009 Kanadischer Universitätsmeister mit den Alberta Golden Bears
- 2010 Dr. Randy Gregg Award des Canadian Interuniversity Sport als herausragender Studentensportler
- 2011 Ungarischer Pokalsieger mit Dunaújvárosi Acélbikák
- 2014 All-Star-Team der MOL Liga
- 2015 Gewinn der MOL Liga mit dem Miskolci Jegesmedvék JSE
- 2015 Ungarischer Meister und Pokalsieger mit dem Miskolci Jegesmedvék JSE
- 2015 Aufstieg in die Top Division mit Ungarn bei der Weltmeisterschaft der Division I, Gruppe A

## Statistik
(Stand: Ende der Saison 2014/15)